# Ессекс (округ, Вермонт)
Шаблон:StateAbbr_ 44°43′15″ пн. ш. 71°44′42″ зх. д. / 44.720894° пн. ш. 71.745018° зх. д.
Округ  Ессекс (англ. Essex County) — округ (графство) у штаті Вермонт, США. Ідентифікатор округу 50009.

## Історія
Округ утворений 1800 року.

## Демографія
За даними перепису 2000 року загальне населення округу становило 6459 осіб, усе сільське. Серед мешканців округу чоловіків було 3231, а жінок — 3228. В окрузі було 2602 домогосподарства, 1807 родин, які мешкали в 4762 будинках. Середній розмір родини становив 2,92.
Віковий розподіл населення поданий у таблиці:
| Стать    | До 15 років | 15-21 | 22-29 | 30-39 | 40-49 | 50-65 | 65-85 | Понад 85 |
| -------- | ----------- | ----- | ----- | ----- | ----- | ----- | ----- | -------- |
| Чоловіки | 679         | 293   | 232   | 464   | 515   | 606   | 419   | 23       |
| Жінки    | 670         | 269   | 232   | 480   | 478   | 560   | 483   | 56       |

## Суміжні округи
- Естрі, Квебек, Канада — північ
- Коос, Нью-Гемпшир — схід
- Ґрафтон, Нью-Гемпшир — південь
- Каледонія — південний захід
- Орлінс — захід

## Виноски
1. ↑  U.S. Decennial Census. United States Census Bureau. Архів оригіналу за 26 квітня 2015. Процитовано 28 червня 2015.
2. ↑  Historical Census Browser. University of Virginia Library. Архів оригіналу за 11 серпня 2012. Процитовано 28 червня 2015.
3. ↑  Forstall, Richard L., ред. (27 березня 1995). Population of Counties by Decennial Census: 1900 to 1990. United States Census Bureau. Архів оригіналу за 24 вересня 2015. Процитовано 28 червня 2015.
4. ↑  Census 2000 PHC-T-4. Ranking Tables for Counties: 1990 and 2000 (PDF). United States Census Bureau. 2 квітня 2001. Архів оригіналу (PDF) за 18 грудня 2014. Процитовано 28 червня 2015.
5. ↑  State & County QuickFacts. United States Census Bureau. Архів оригіналу за 6 серпня 2011. Процитовано 30 грудня 2013.(англ.) Наведено за англійською вікіпедією.
6. ↑  American FactFinder. Бюро перепису населення США. Архів оригіналу за 21 травня 2008. Процитовано 31 січня 2008.

| США | Це незавершена стаття з географії США. Ви можете допомогти проєкту, виправивши або дописавши її. |